# Royal Lytham & St Annes Golf Club
Der Royal Lytham & St Annes Golf Club (kurz: Royal Lytham & St Annes) ist einer der Premium-Golfclubs des Vereinigten Königreichs und liegt im Stadtgebiet des Seebades Lytham St Annes, Distrikt Fylde, Grafschaft Lancashire.

## Gründung
Die Gründung des Clubs erfolgte im Jahr 1886, der Platz selbst wurde im Jahre 1897 angelegt. Im Jahre 1919 wurde dem Platz durch den bekannten Golfplatzarchitekt Harry Shapland Colt seine heutige Charakteristik verliehen.

## Charakteristik
Obwohl der Platz als ein typischer Vertreter der traditionellen Links-Plätze gilt, liegt er mehrere hundert Meter vom Strand entfernt und ist mittlerweile von den Gebäuden des Ortes vollständig umschlossen. Trotz dieser Lage beeinflussen aber auch regelmäßig kräftige Seebrisen das Spiel.

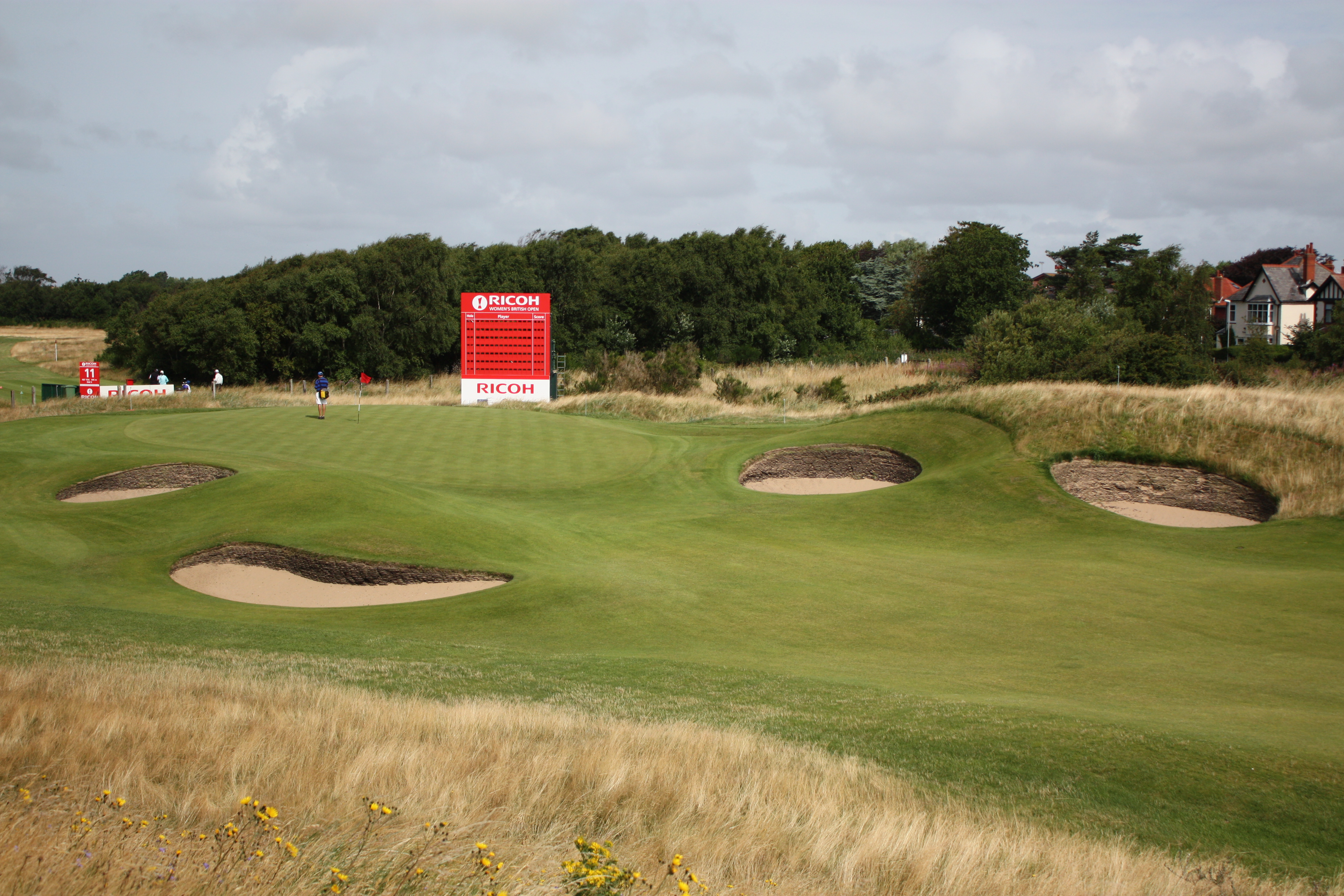
Hole 10, Women’s British Open 2009

Die im Vergleich zu anderen „Championship“-Plätzen etwas kürzere Spielbahnlänge, wird durch enge Fairways mit seitlich sehr kräftigem und hohem Rough kompensiert. Die Hauptschwierigkeit besteht aber sicher aus den über 200, zum Teil sehr tiefen „Linksplatz“ typischen Topfbunkern, die auch Golfprofis oft nur den Weg seitwärts oder zurück lassen.
Das erste Loch wird, anders als bei den meisten anderen Turnierplätzen, als ein "Par 3" gespielt.

## Turniere
Der Platz ist regelmäßig Gastgeber für diverse internationale Golfturniere. Der letzte Großanlass war der Walker Cup im Jahre 2015 

### British Open
Am 13. Juni 1893 wurde hier das weltweit erste Golfturnier für Frauen ausgerichtet, Lady Margaret Scott wurde Gewinnerin der ersten British Ladies Amateur Golf Championship.
Seit 1926 werden hier auch die offenen Britischen Meisterschaften The Open Championship (British Open) der Herren ausgetragen. Bei der ersten Austragung konnte sich hier der legendäre Amateur-Golfer Bobby Jones seinen ersten Open-Titel sichern. Er siegte dabei u. a. über  Walter Hagen den mit weitem Abstand finanziell erfolgreichsten Profi-Spieler dieser Epoche.
Das Turnier wurde bisher 11 Mal ausgerichtet (Stand 2012), der letzte Gewinner war der Südafrikaner Ernie Els. Dieser konnte sich seinen insgesamt 4 Major Titel dabei mit einem Schlag Vorsprung vor dem Australier Adam Scott sichern, obwohl Scott 4 Löcher vor Abschluss noch mit 4 Schlägen führte.
| Jahr | Gewinner              | Nationalität       | Score | Score | Score | Score | Score |
| Jahr | Gewinner              | Nationalität       | R1    | R2    | R3    | R4    | Total |
| ---- | --------------------- | ------------------ | ----- | ----- | ----- | ----- | ----- |
| 1926 | Bobby Jones (A)       | Vereinigte Staaten | 72    | 72    | 73    | 74    | 291   |
| 1952 | Bobby Locke           | Südafrika          | 69    | 71    | 74    | 73    | 287   |
| 1958 | Peter Thomson         | Australien         | 66    | 72    | 67    | 73    | 278   |
| 1963 | Bob Charles           | Neuseeland         | 68    | 72    | 66    | 71    | 277   |
| 1969 | Tony Jacklin          | England            | 68    | 70    | 70    | 72    | 280   |
| 1974 | Gary Player           | Südafrika          | 69    | 68    | 75    | 70    | 282   |
| 1979 | Severiano Ballesteros | Spanien            | 73    | 65    | 75    | 70    | 283   |
| 1988 | Severiano Ballesteros | Spanien            | 67    | 71    | 70    | 65    | 273   |
| 1996 | Tom Lehman            | Vereinigte Staaten | 67    | 67    | 64    | 73    | 271   |
| 2001 | David Duval           | Vereinigte Staaten | 69    | 73    | 65    | 67    | 274   |
| 2012 | Ernie Els             | Südafrika          | 67    | 70    | 68    | 68    | 273   |

(A) =Amateur

### Ryder Cup
Die Ryder-Cup-Begegnungen der Jahre 1961 und 1977, eine damals noch rein US-amerikanische und Britisch/Irische Veranstaltung, wurden hier ausgetragen. Dabei wurden beide Begegnungen von den USA deutlich gewonnen. (1961: 14,5:9,5; 1977: 12,5:7,5)